# 馬丁斯角
62°11′S 58°14′W / 62.183°S 58.233°W
馬丁斯角是南極洲的海岬，位於南設得蘭群島的喬治王島南岸，是勒格魯灣入口處的南部，該海岬的名稱可追溯至1820年或以前，現時由南極條約體系管理。